# بارافويل

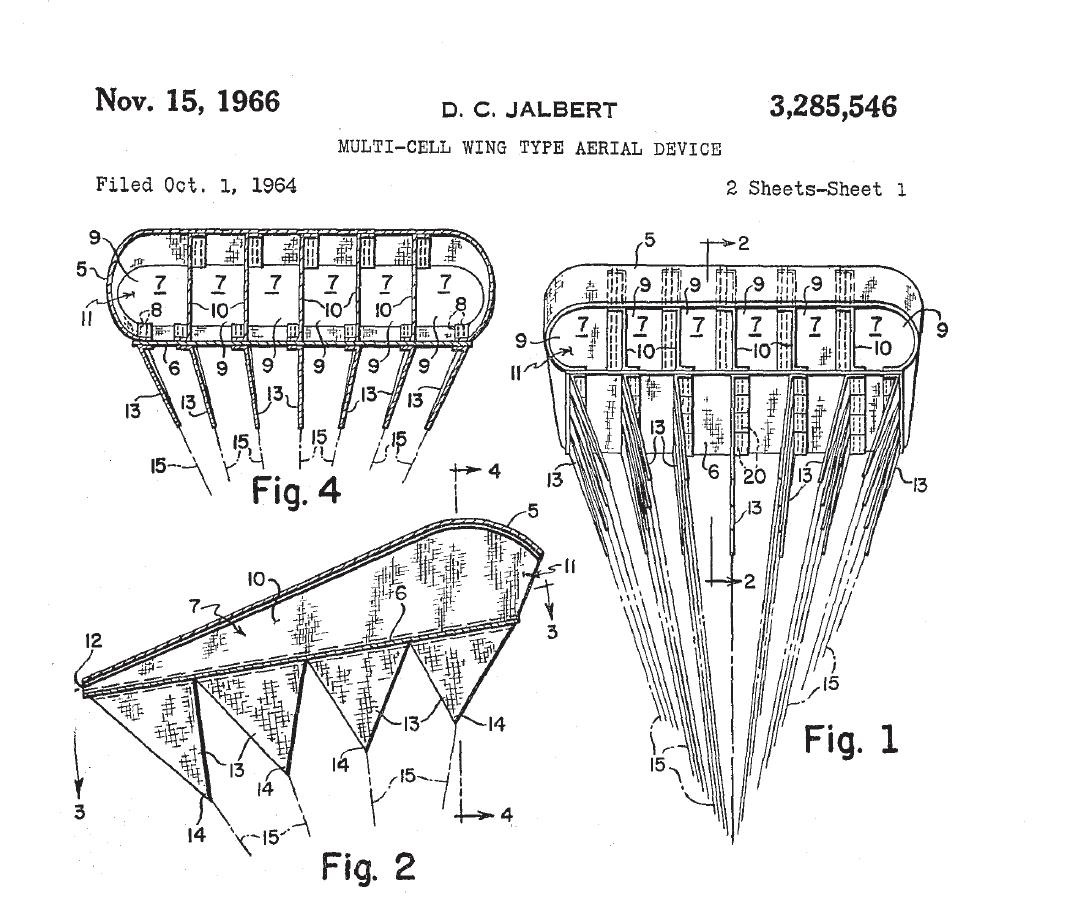
رسوم توضيحية من براءة اختراع جالبير عام 1966م، والتي توضّح القواعد الأساسية للعوارض الطولية للمظلة وشكل الجناح الحامل «سطح الانسياب الهوائي».

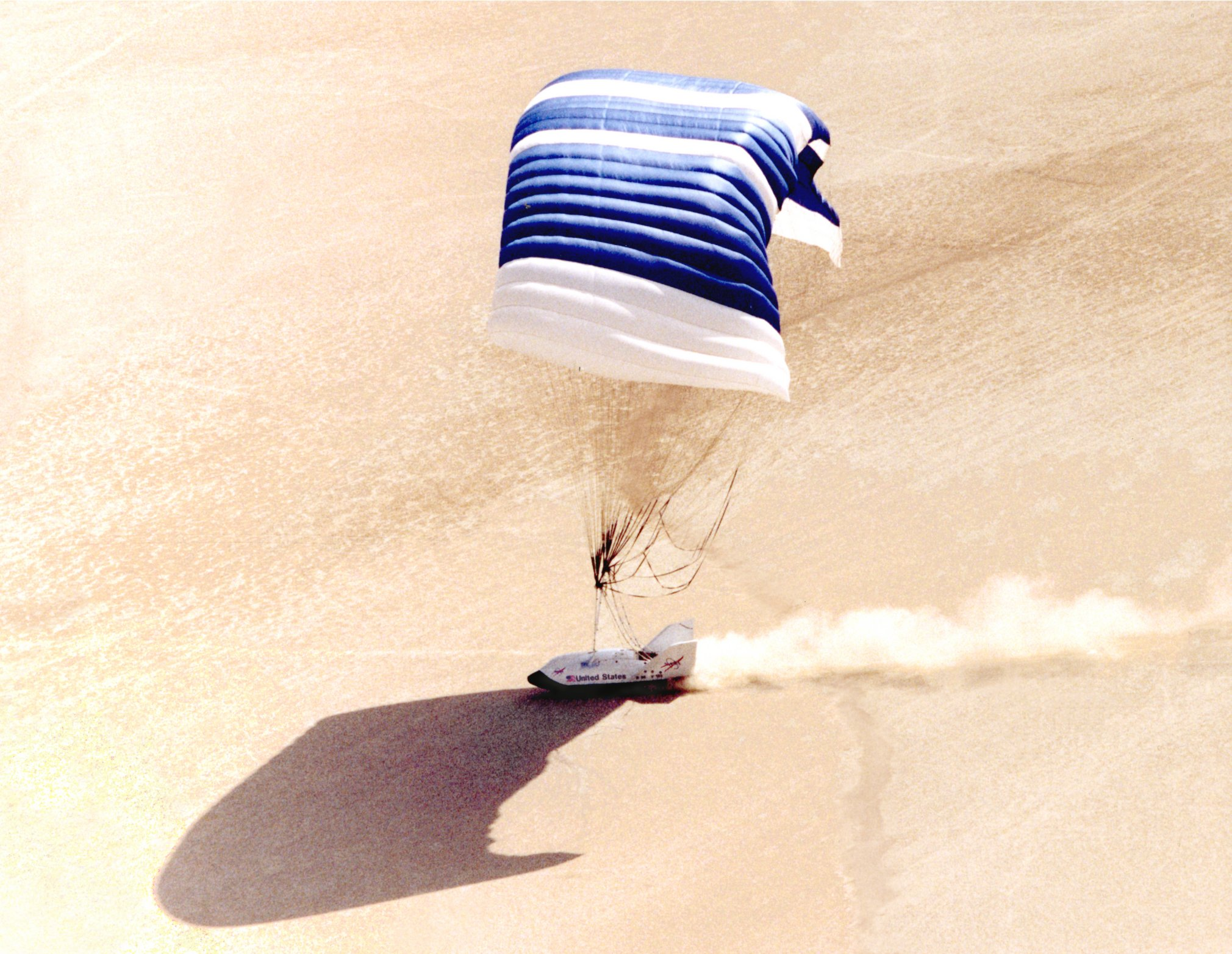
سهل النموذج الأولي للمركبة ناسا إكس-38 (NASA X-38) الهبوط على سطح بحرية في نهاية اختبار للطيران في يوليو 1999م في مركز درايدين لأبحاث الطيران.

البارافويل هو جناح حامل (نسيجي) انسيابي مع بنية خلوية حركية هوائية، يتم نفخه بواسطة الريح. ويضغط الانتفاخ الناتج عن الهواء المتضاغط على البارافويل ليحوله إلى مقطع عرضي لجناح تقليدي. وتُصنع البارافويلات في الغالب من قماش النايلون المنسوج بالخيط المضاعف لمنع التمزق.
دومينا جلبير (1904م-1991م). كان لجلبير تاريخ في تصميم الطائرات الورقية، وشارك في تطوير المنصّات الجويّة المختلطة الخاصة بالطائرات الورقية البالونية، والمخصصة لحمل المعدات العلميّة. كما توقع أن البارافويل يمكن استخدامه لتعليق منصّة جوّية أو لاسترجاع المعدات الفضائية. وتم تسجيل براءة الاختراع في عام 1966م.
وقد حالت صدمة الانتشار من أن يتم القبول الفوري للبارافويل كمظلةٍ للهبوط. وهكذا استمر الحال حتى تم إضافة قبة مظلة مقاومة على الخطوط المتصاعدة (المعروفة بـ «المزلاق»، والتي قلّلت من سرعة انتشار البارافويل، ليصبح مظلة مناسبة. وبمقارنته بـ المظلة المستديرة البسيطة، يمتلك البارافويل إمكانية توجيه أكبر، ومسافة انزلاق أبعد، كما يسمح بالتحكم في معدل الهبوط بصورةٍ أكبر، في حين تكون المظلة على شكل طائرة شراعية معلقة من نوع الطائرة الورقية حرة الطيران، وقد انبثق من هذه الأشكال استخدام الطيران الشراعي.
يأتي الهواء المتدفق إلى البارافويل من أسفل بكمية أكثر مما قد يتم توقعه من خلال مسار الرحلة، وبالتالي تسحب الحبال الأمامية عكس تدفق الهواء. غير أنه عند الانزلاق يتم تخفيض زاوية هبوب الهواء، ويلتقي الهواء المتدفق والبارافويل مباشرةً. وهو ما يصعب تحقيق زاوية انزلاق مُثلى بدون تفريغ البارافويل.
حصل جليبر في عام 1984م على الميدالة الذهبية للهبوط بالمظلات الذهبية من اتحاد الطيران الدولي (Fédération Aéronautique Internationale) (FAI) لابتكاره البارافويل.
وتلقى البارافويلات استخدامًا واسع النطاق في مختلف رياضات الهواء مثل تحليق الطائرات الورقية ورياضة المظلات التي تعمل بالطاقة والطيران المظلي والطيران السريع والتحليق ببذلة الطيران، والقفز المظلي الحر. وتعد أكبر طائرة ورقية في العالم صورة من صور البارافويل.

## براءات الاختراع
- U.S. Patent 3٬285٬546 أداة طيران تنتمي إلى نوع به أجنحة متعددة الخلايا، تم تقديم ملفها في عام 1964م، وإصدارها في نوفمبر 1966م.